# Ruggiero (musica)
Il Ruggiero, o basso di Ruggiero, è uno schema melodico-armonico su basso ostinato, molto popolare in Europa fra la seconda metà del Cinquecento e la prima metà del Settecento, impiegato in numerose composizioni sia vocali che strumentali.

## Storia
Le ipotesi sull'origine del tema e del nome sono varie, ma nessuna ha trovato conferma certa.
Secondo il musicologo Alfred Einstein il termine deriverebbe dalla stanza «Ruggier, qual sempre fui, tal esser voglio» di Ludovico Ariosto, tratta dall'Orlando furioso (XLIV, 61). La prima parola avrebbe dato il nome al caratteristico modello musicale utilizzato dai cantastorie per declamare le stanze di una composizione poetica. La teoria di Einstein fu ripresa poi da John Ward e da James Haar, ma studi recenti hanno dimostrano l'infondatezza di questa ipotesi, avvalorando la tesi secondo la quale il Ruggiero, in realtà, deriverebbe da anonime tradizioni musicali popolari precedenti al Rinascimento.
Con lo stesso termine è conosciuta anche una danza in ritmo binario, detta Ruggero, diffusa in Italia già nel XVI secolo e presente ancora oggi in Emilia-Romagna con il nome di Ruzir o Ruggeri e in Sicilia come Ruggera. Per la versione siciliana alcuni studiosi hanno ipotizzato che il termine derivi da roggiu ("orologio"), in riferimento al movimento rotatorio effettuato dal danzatore. Un'altra ipotesi è che il ballo accompagnasse la canzone intitolata L'ortolano o Ruggeri, in voga in Italia nel Rinascimento. Per la versione della danza Ruzir e Ruggeri, ancora in uso nella Valle del Savena e utilizzata come toponimo e nome familiare, l'etnomusicologa ed etnocoreologa Placida Staro ha ipotizzato la derivazione del nome da ruzzèr e ruzlèr (giocare azzuffandosi e rotolare).
Il musicologo Nico Staiti citò numerose fonti del Cinquecento e del Seicento sull'esistenza della danza Ruggiero, che prenderebbe forse il nome da un tale mastro Ruggiero, suonatore celebre nella Napoli nel XVI secolo. Secondo Maurizio Agamennone e Gino Leonardo Di Mitri, invece, l'attribuzione a questo mastro Ruggiero sarebbe poco probabile, in quanto i bassi ostinati di origine popolare non indicano mai il nome dell'autore.
Il primo Ruggiero a stampa fu pubblicato nel 1553 all'interno del Tratado de glosas di Diego Ortiz. Successivamente il basso di Ruggiero fu utilizzato come base armonica da molti musicisti, fra cui Girolamo Frescobaldi, Tarquinio Merula, Sigismondo d'India, Giovanni Maria Trabaci, Giovanni Girolamo Kapsberger, Bernardo Storace, Henry Purcell, Georg Böhm, Georg Friedrich Händel e Johann Sebastian Bach.
Quest'ultimo lo usò come basso fondamentale delle Variazioni Goldberg BWV 988 e dei Diversi canoni BWV 1087.